# Raimund Hedl
Raimund Hedl (n. 31 de agosto de 1974) es un futbolista austriaco retirado. Su último club profesional fue el SK Rapid Wien.

## Trayectoria
| Club        | País    | Año         |
| ----------- | ------- | ----------- |
| Rapid Viena | Austria | 1994-2001   |
| LASK Linz   | Austria | 2001        |
| Mattersburg | Austria | 2002-2004   |
| Rapid Viena | Austria | 2005 - 2011 |

## Honores
- Bundesliga Austriaca (1):
  - 2008